# NGC 3355
NGC 3355 é uma galáxia espiral (Sb) localizada na direcção da constelação de Hydra. Possui uma declinação de -23° 56' 04" e uma ascensão recta de 10 horas, 42 minutos e 37,4 segundos.